# A Vaslady
A Vaslady  2011-ben bemutatott angol-francia filmdráma. A film főszereplője Meryl Streep, aki a 2012-es Oscar díjátadón alakításáért elnyerte harmadik aranyszobrocskáját is. 
Az alkotás Nagy-Britannia első női kormányfőjének, Margaret Thatchernek öregkorát és visszaemlékezéseit mutatja be.

## Cselekmény
Margaret Thatcher hosszú idő után úgy dönt, megszabadul néhai férje ruháitól. Fontos nap ez számára, és miközben a ruhákat válogatja, megrohanják az emlékek. A konzervatívok jelöltjeként 1959-ben jutott be az alsóházba. 1970-ben oktatásért és tudományért felelős miniszter lett Edward Heath kormányában. Öt évvel később már ő vezeti a Konzervatív Pártot. A kommunizmus elleni határozott kiállása miatt ekkortájt kezdik Vasladyként emlegetni. Azután 1979-ben győzelemre vezeti a konzervatívokat a választásokon és ő lesz Nagy-Britannia első női miniszterelnöke.

## Szereplők
| Szerep            | Színész          | Magyar hangja (1. szinkron, 2012) |
| ----------------- | ---------------- | --------------------------------- |
| Margaret Thatcher | Meryl Streep     | Ráckevei Anna                     |
| Denis Thatcher    | Jim Broadbent    | Szokolay Ottó                     |
| June              | Susan Brown      | Halász Aranka                     |
| Alfred Roberts    | Iain Glen        | Beratin Gábor                     |
| Fiatal Margaret   | Alexandra Roach  | Molnár Ilona                      |
| Fiatal Dennis     | Harry Lloyd      | Seder Gábor                       |
| Carol Thatcher    | Olivia Colman    | Kisfalvi Krisztina                |
| Airey Neave       | Nicholas Farrell | Imre István                       |
| Edward Heath      | John Sessions    | Bácskai János                     |
| Geoffrey Howe     | Anthony Head     | Sörös Sándor                      |
| Francis Pym       | Julian Wadham    | Rosta Sándor                      |
| Michael Heseltine | Richard E. Grant | Csuha Lajos                       |
| Jim Prior         | Nick Dunning     | Izsóf Vilmos                      |

## Díjak és jelölések
- Oscar-díj: Legjobb női főszereplőnek (Meryl Streep)
- Oscar-díj: Legjobb smink (Mark Coulier és J. Roy Helland)
- BAFTA-díj: Legjobb női főszereplőnek (Meryl Streep)
- BAFTA jelölés: Legjobb férfi mellékszereplőnek (Jim Boardbent)
- Golden Globe-díj: Legjobb színésznőnek (Meryl Streep)
- Bostoni Filmdíj jelölés: Legjobb színésznő (Meryl Streep)